# Кумбс, Джейми
Джейми Кумбс (англ. Jamie Coombes; 27 мая 1996, Гибралтар) — гибралтарский футболист, нападающий клуба «Бруно’с Мэгпайс» и сборной Гибралтара.

## Биография

### Клубная карьера
На взрослом уровне начинал играть в футбол в 2013 году в чемпионате Гибралтара. Выступал за команды «Колледж Европа» и «Манчестер 62». Зимой 2017 года, будучи свободным агентом, присоединился к клубу первой лиги Уэльса «Инди Атлетик», в котором провёл полгода и сыграл 6 матчей. Летом того же года подписал контракт с клубом «Линкольн Ред Импс», однако на сезон 2017/18 остался в аренде в «Инди Атлетик». Сезон 2018/19 также провёл в аренде, в клубе девятого по значимости дивизиона Англии «Вест Дидсбари энд Чорлтон». В составе «Линкольна» дебютировал 23 июля 2019 года в матче второго отборочного раунда Лиги Европы УЕФА против «Арарат-Армения».

### Карьера в сборной
Дебютировал за сборную Гибралтара 7 июня 2016 года в товарищеском матче со сборной Хорватии, в котором вышел на замену после перерыва, заменив Джон-Пола Дуарте, и отыграл второй тайм. В 2018 году принял участие в двух матчах сборной в Лиге наций УЕФА.

## Личная жизнь
Двоюродный брат Ли Кубмс (р. 1996) также стал футболистом. Выступал за юношескую и молодёжную сборные Гибралтара, однако в основной состав не вызывался.